# Tantilla nigriceps
Tantilla nigriceps är en ormart som beskrevs av Kennicott 1860. Tantilla nigriceps ingår i släktet Tantilla och familjen snokar.
Denna orm förekommer i centrala och södra USA från Wyoming och Nebraska söderut samt fram till delstaterna Durango och Tamaulipas i Mexiko. Arten lever i låglandet och i bergstrakter upp till 2150 meter över havet. Den vistas i halvöknar, torra buskskogar, savanner och galleriskogar. Honor lägger ägg.
Etablering av jordbruksmark kan hota lokala bestånd. Hela populationen anses vara stabil. IUCN kategoriserar arten globalt som livskraftig.

## Underarter
Arten delas in i följande underarter:
- T. n. nigriceps
- T. n. fumiceps